# Hugenottenkirche (Usingen)

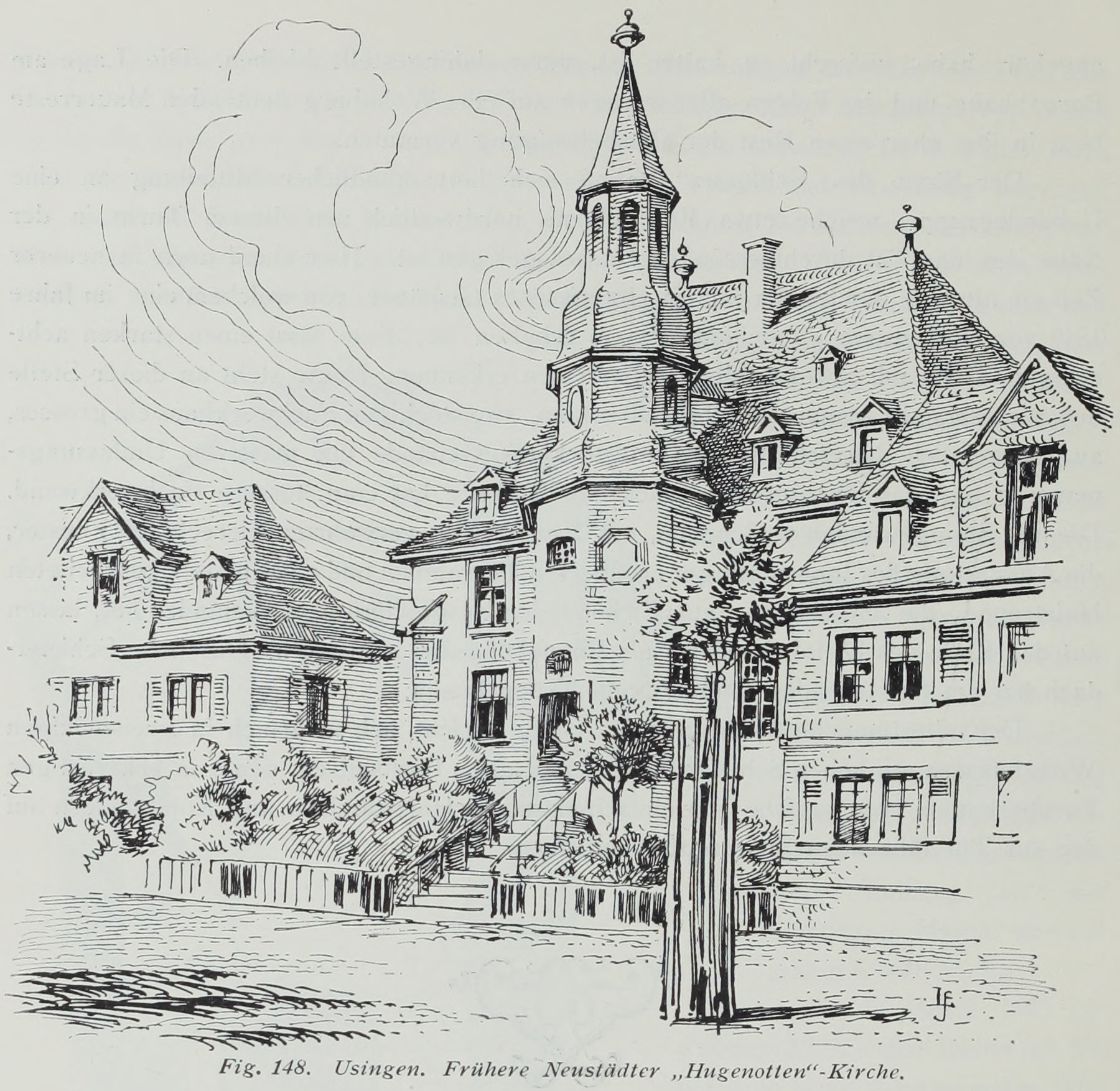
Hugenottenkirche in Usingen

Die Hugenottenkirche in Usingen, einer Stadt im Hochtaunuskreis in Hessen, wurde von 1700 bis nach 1705 errichtet. Die profanierte Hugenottenkirche am Marktplatz 23 ist ein geschütztes Baudenkmal.

## Geschichte
Graf Walrad von Nassau-Usingen ließ Hugenotten aus Frankreich sich in Usingen ansiedeln. Für diese neuen Bürger wurde die Hugenottenkirche nach Plänen des Tiroler Baumeisters Benedikt Burtscher errichtet, der auch die Usinger Neustadt um die Hugenottenkirche erbaute.
Bis zur Nassauischen Union 1817/18 wurde die Hugenottenkirche als Gotteshaus genutzt. Heute befindet sich darin die Stadtbücherei, der Trausaal und weitere Räume für kulturelle Veranstaltungen.

## Beschreibung

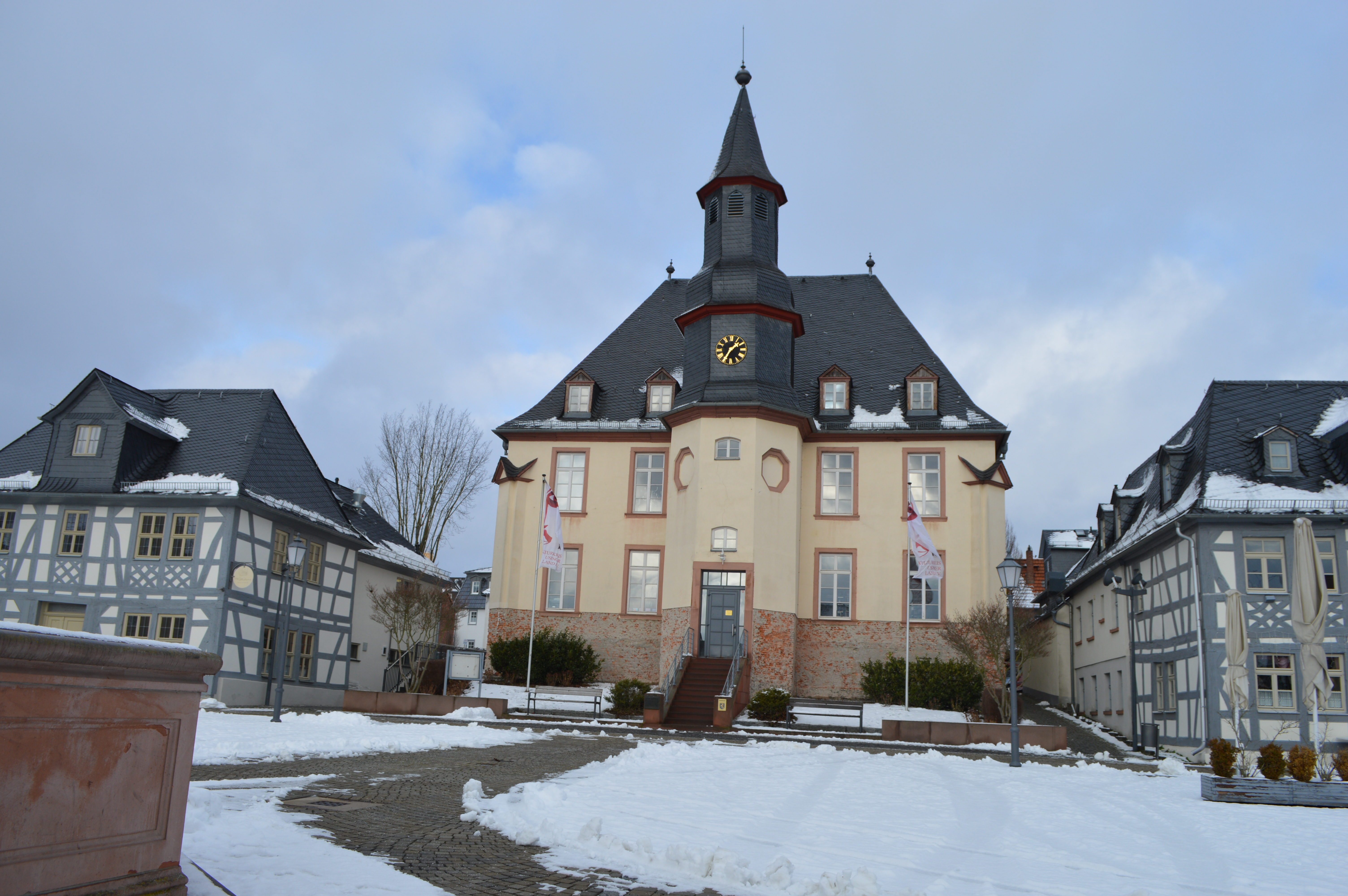
Hugenottenkirche im Winter

Der zweigeschossige, rechteckige Bau besitzt Eckstrebepfeiler und wird von einem Walmdach gedeckt. Der vorgebaute achteckige Treppenturm zum Marktplatz schließt mit einem hohen Haubenhelm ab.
Die Kirche steht an der Stirnseite des Marktplatzes. Ihre herausgehobene Stellung wird durch die rechts und links vorgelagerten Nachbarhäuser Marktplatz 21 und Marktplatz 25 betont.